# Nivard von Clairvaux
Der heilige Nivard von Clairvaux (* um 1100 auf Burg Fontaine-lès-Dijon bei Dijon; † 12. Jh. Clairvaux bei Troyes) war ein Zisterziensermönch. Er war ein leiblicher Bruder des hl. Bernhard von Clairvaux.
Von den sieben Kindern von Tescelin le Roux und seiner Frau Aleth war Nivard das jüngste. Als Bernhard um 1112 mit allen anderen Brüdern außer Nivard ins Kloster Cîteaux eintrat, ließen sie den kleinen bei seinem Vater zurück, da er noch minderjährig war. Später folgte Nivard seinen Brüdern und wurde Mönch in Clairvaux.
Nivard war an erstaunlich vielen Klostergründungen beteiligt. 1132 sandte Bernhard seinen jüngsten Bruder nach Vauxcelles bei Cambrai, wo Nivard der Gründung als Novizenmeister diente; dieses Kloster wurde eine der wichtigsten Zisterzen in Nordfrankreich. 1135 vertraute Bernhard ihm noch größere Verantwortung an, die (Wieder-)Gründung von Buzay bei Nantes. Dort war Nivard Prior, doch scheiterte die Gründung wegen materieller Not. Nivard kehrte nach Clairvaux zurück, beteiligte sich aber wiederum an der Gründung von Val-Richer. Danach soll er sogar bis Spanien gekommen sein, um in der Abtei San Pedro de Espina zu wirken.
Über Nivards Tod sind keine Angaben überliefert. Er starb vermutlich in der zweiten Hälfte des 12. Jahrhunderts, und da er Mönch von Clairvaux war, wahrscheinlich dort. Die katholische Kirche verehrt ihn als Seligen, der Orden verleiht den Namen oft als Klostername. Sein Gedenktag ist der 7. Februar. 
In der bildenden Kunst wird er meist im Kindesalter dargestellt, an der Seite des hl. Bernhard. Da er erst später Mönch wurde, erscheint er auf Gemälden oft in (noch) weltlicher Kleidung. Unter den Geschwistern des hl. Bernhard hat sich in Bezug auf Nivard, Humbeline, und Gerhard die stärkste Verehrung entwickelt. Wegen der Liebenswürdigkeit der Abschiedsszene mit dem jungen Nivard in der Vita Prima ist er besonders beliebt.